# Еурит
Еурит (грч. Ἔρυτος) је у грчкој митологији био чувени стрелац, који се у тој вештини надметао и са самим Аполоном, чији је унук био.

## Митологија
Био је Меланејев и Стратоникин син и владар Ехалије, земље која се налазила у Тесалији, Месенији или острву Еурибији. Супруга му је била Антиопа или Антиоха, са којом је имао синове Клитија, Токсеја, Ифита, Дејона (или Молиона) и кћерку Јолу. Када му је кћерка стасала за удају, обећао ју је ономе ко њега и његове синове победи у гађању луком и стрелом. Приповедало се да је лук и стреле добио од Аполона. У овом надметању, успео је да их победи Херакле, али Еурит није био спреман да му да своју кћерку, јер се прибојавао да ће је задесити судбина Хераклове бивше жене Мегаре. У то време је Аутолик дошао у Ехалију и покрао Еуритова говеда. Еурит је веровао да је крадљивац Херакле и послао је сина Ифита да их пронађе. Ифит није делио сумње свога оца, већ је у Тиринту молио Херакла да му помогне да пронађе говеда. Иако му је обећао помоћ, Херакле га је у наступу лудила бацио са стене, те је младић погинуо. Касније, када се очистио од његовог убиства, Херакле је повео војску на Ехалију, разрушио град, побио Еурита и његове синове и заробио Јолу. Према другом предању, Еурита је убио Аполон јер се дрзнуо да га изазове на надметање. Еурит је пред смрт своје стреле завештао Ифиту, који их је касније дао Одисеју како би се изборио са просиоцима своје супруге.

## Друге личности
- Личност из Елиде, син Актора и Молионе.[2] Био је ожењен Терефоном, Дексаменовом кћерком, са којом је имао сина Талпија.[3]
- Рођак претходног Еурита, син краља Аугије, кога је Херакле убио стрелама из заседе, заједно са поменутим рођаком, близу Клеоне.[4]
- Један од Аргонаута, син Хермеса и Антијанире, који се понекад назива и Ерит.[2]
- Краљ Карије или Трагасије, Идотејин отац.[5]
- У тројанском рату, лидер Епејанаца из Елиде и Тафијанаца, који је живео на острву, на обали Акарнаније. Убио га је Еурипил.[6]
- Један од гиганата, који је био син Урана и Геје или је настао из Уранове крви.[7] Дионис га је у гигантомахији убио тирсом.[8]
- Један од синова Хипоконта (видети: Хипоконтиди).[9]
- Према Хигину, био је Хипасов отац.[3][10]
- Највише дивљи од свих кентаура, који је на Пиритојевој свадби започео кавгу. Убио га је Тезеј.[11]
- Акторов син, један од етиопских владара, који је био на Кефејевом двору у току борбе између Финеја и Персеја, у коју се касније укључио и погинуо.[10]
- Према Вергилијевој „Енејиди“, био је Клонов отац.[10]